# Enfermedad vascular periférica
La enfermedad vascular periférica (EVP), comúnmente llamada enfermedad arterial periférica (EAP), es la obstrucción de grandes arterias que no forman parte de la vasculatura coronaria, arco aórtico o cerebral. La EVP puede ser consecuencia de ateroesclerosis, procesos inflamatorios que terminan en estenosis, un embolismo o formación de trombos. Genera isquemia (falta de irrigación sanguínea) en forma aguda o crónica. Con frecuencia, el término EVP se usa para referir a bloqueos ateroscleróticos que se encuentran en el miembro inferior.
EVP también incluye una serie de enfermedades clasificadas como enfermedades microvasculares, resultado de estrechamientos episódicos de las arterias (Fenómeno de Raynaud) o de su dilatación (eritromelalgia). 

## Epidemiología
La prevalencia de la EVP en la población general es de 12-14%, afectando hasta al 20% de los mayores de 70 años; 70%–80% de los afectados son asintomáticos; solo una minoría requieren de revascularización o amputación. La EVP afecta 1 de cada 3 diabéticos mayores de 50 años de edad.
En Estados Unidos la EVP afecta 12–20% de la población mayor de 65 años. Aproximadamente 10 millones de estadounidenses tienen EVP. A pesar de su prevalencia y las implicaciones de riesgo cardiovascular, solo el 25% de los pacientes con EVP se someten a tratamiento.
La incidencia de EVP sintomática aumenta con la edad, desde alrededor de 0.3% anual para hombres entre 40–55 años hasta 1% anual para hombres mayores de 75 años. La prevalencia de EVP varía considerablemente dependiendo de cómo se defina la enfermedad y la edad de la población estudiada. El diagnóstico es crucial, dado que las personas con EVP tienen cuatro veces más riesgo de infarto agudo de miocardio o accidente cerebrovascular.
Los ensayos clínicos "Diabetes Control and Complications Trial" de Estados Unidos y el "U.K. Prospective Diabetes Study" en personas con diabetes tipo 1 y 2 respectivamente, demostraron que el control glucémico está más estrechamente relacionado con la enfermedad microvascular que la macrovascular. Podría ser que los cambios patológicos que ocurren en vasos sanguíneos pequeños son más sensibles a niveles de glucemia elevados crónicamente que la aterosclerosis que ocurre en arterias mayores.

## Clasificación
La EVP se divide comúnmente en los estadios de Fontaine, introducidos por René Fontaine en 1954 para la isquemia crónica de los miembros:
- estadio I: Asintomático. Obstrucción incompleta de vasos sanguíneos.
- estadio II: Claudicación leve. Dolor en el miembro.

- estadio IIA: Claudicación a una distancia mayor de 200 metros.
- estadio IIB: Claudicación a una distancia menor de 200 metros.

- estadio III: Dolor en reposo, predominio en los pies.
- estadio IV: Necrosis y/o gangrena del miembro.

Una clasificación más reciente por Rutherford consiste de cuatro grados y siete categorías:
- Grado 0, Categoría 0: Asintomático
- Grado I, Categoría 1: Claudicación leve
- Grado I, Categoría 2: Claudicación moderada
- Grado I, Categoría 3: Claudicación  severa
- Grado II, Categoría 4: Dolor en reposo
- Grado III, Categoría 5: Pérdida de tejido menor; Ulceración isquémica que no supera la ulceración digital de los pies.
- Grado IV, Categoría 6: Pérdida de tejido importante; Úlceras isquémicas severas o gangrena franca.

## Síntomas
Alrededor del 20% de los pacientes con EVP leve pueden ser asintomáticos; otros síntomas incluyen:
- Claudicación—dolor, debilidad, adormecimiento, debilidad o calambres musculares debido al flujo sanguíneo disminuido.
- Úlceras o heridas que cicatrizan lentamente, con dificultad o no lo hacen en absoluto.
- Cambios de color (cianosis o palidez) o temperatura (frialdad) cuando se compara con la otra pierna
- Disminución del crecimiento del pelo y uñas en los miembros y dedos afectados.

## Causas

La ilustración muestra como la EAP puede afectar las arterias en las piernas. LA figura A muestra una arteria normal con flujo sanguíneo normal. La imagen incrustada muestra una sección transversal de la arteria normal. Figura B muestra una arteria con un crecimiento de placa que está bloqueando parcialmente el flujo sanguíneo. La imagen incrustada muestra un corte transversal de la arteria estrechada.

Los factores de riesgo que contribuyen a la aparición de EVP son los mismos que en la aterosclerosis:
- Tabaquismo – el uso de tabaco en cualquier forma es la causa modificable de EVP más importante en todo el mundo. Los fumadores tienen un riesgo de EVP aumentado hasta diez veces, según la dosis.[6] Los fumadores pasivos también han mostrado cambios en el revestimiento de los vasos sanguíneos (endotelio) que es un precursor de la aterosclerosis. Los fumadores tienen 2 a 3 veces más probabilidades de tener enfermedad arterial periférica de miembros inferiores que de arterias coronarias.[7] Más del 80%-90% de los pacientes con enfermedad arterial de miembros inferiores son fumadores o lo han sido.[8] El riesgo de EVP aumenta con el número de cigarrillos fumados por día y el número de años fumando.[9][10]
- Diabetes mellitus - aumenta 2 a 4 veces el riesgo de EVP por la disfunción endotelial y de músculo liso en las arterias periféricas.[11][12][13] El riesgo de desarrollar enfermedad arterial de miembros inferiores es proporcional a la severidad y la duración de la diabetes.[14] Los diabéticos constituyen el 70% de las amputaciones no traumáticas realizadas, y un diabético que fuma tiene aproximadamente un 30% de riesgo de amputación en 5 años.[cita requerida]
- Dislipemia (colesterol LDL elevado; colesterol HDL bajo) - la elevación de los niveles de colesterol total, LDL y triglicéridos han sido individualmente correlacionadas con aceleración de la EVP. La corrección de la dislipemia con dieta y/o medicación se asocia con una mejoría importante en las tasas de infarto de miocardio y ACV.[15] Este beneficio ocurre aunque la evidencia actual no demuestra una reversión importante de la EVP o aterosclerosis coronaria.[cita requerida]
- Hipertensión - tensión arterial elevada se correlaciona con un aumento en el riesgo de desarrollar EVP, de la misma manera aumenta el riesgo de IAM y ACV. La hipertensión aumenta el riesgo de claudicación intermintente de 2-5 a 4 veces en hombres y mujeres, respectivamente.[16]
- El riesgo de EVP también aumenta en personas mayores de 50 años, hombres, obesos, personas que han sufrido IAM o ACV.[17][18] o con historia familiar de enfermedad vascular[19][20]
- Otros factores de riesgo que están siendo estudiados incluyen los niveles de mediadores inflamatorios tales como la Proteína C Reactiva, fibrinógeno[21] homocisteína, hiperviscosidad, estados de hipercoagulabilidad.

## Factores de riesgo

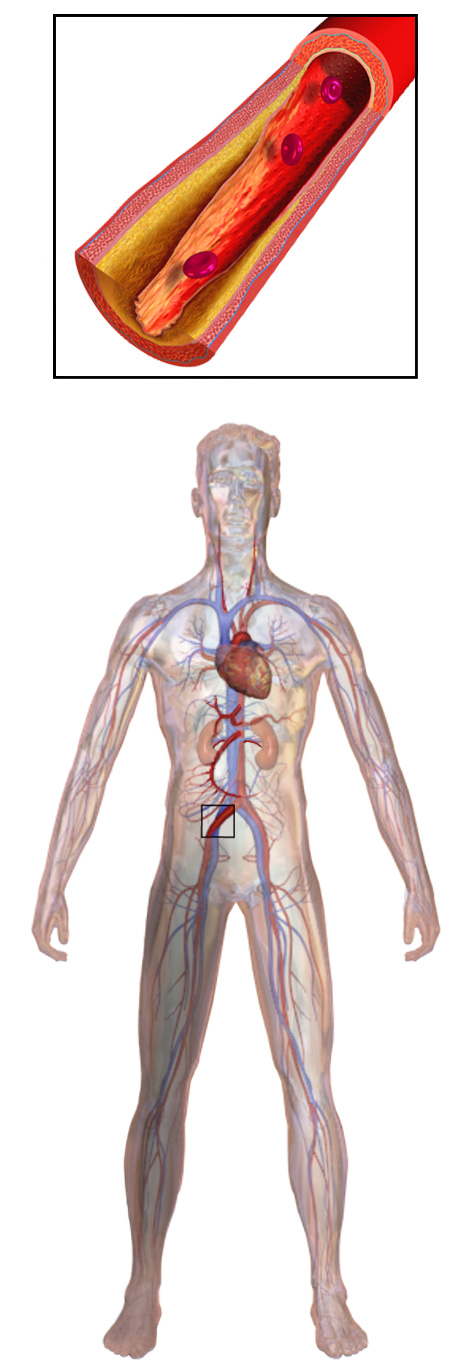
Ilustración de la EVP

La enfermedad vascular periférica es más común en:
- Pacientes que tienen síntomas en las piernas al hacer esfuerzos (sugestivo de claudicación) o dolor isquémico en reposo.
- Pacientes de 65 años de edad en adelante, independientemente de otros factores de riesgo.
- Entre las edades de 50 a 69 que tienen un factor de riesgo cardiovascular (particularmente diabetes o tabaquismo).
- Menores de 50 años, con diabetes y otro factor de riesgo para aterosclerosis (fumar, dislipemia, hipertensión) o hiperhomocisteinemia.
- Pulsos anormales en las extremidades inferiores al examen físico.
- Enfermedad aterosclerótica, coronaria, carotídea o renal conocida.
- Puntaje de riesgo Framingham 10-20%
- Pacientes que han tenido angina de pecho.

## Diagnóstico
A partir de la sospecha de EVP, el estudio de primera línea es el índice tobillo-brazo (ITB). Cuando las lecturas de presión arterial en los tobillos son menores que en los brazos, se sospecha que existe bloqueo de las arterias que irrigan el miembro. El ITB normal va de 1.00 a 1.40. El paciente se diagnostica con EVP si el ITB es ≤ 0.90. Valores de ITB de 0.91 a 0.99 se consideran ‘‘borderline’’ o "limítrofes" y valores >1.40 indican arterias no compresibles. La EVP se gradúa como leve o moderada si el ITB está entre 0.41 and 0.90, y un ITB menor a 0.40 es sugestivo de EVP. Estas categorías tienen valor pronóstico.
En pacientes con EVP pero ITB normal en reposo, puede usarse el ITB durante el ejercicio. Un ITB basal es obtenido previo al ejercicio. Luego se pide al paciente que haga ejercicio (generalmente que camine en una cinta a velocidad constante) hasta que aparezca el dolor de claudicación (o por un máximo de 5 minutos), seguidamente se mide el ITB. Un descenso en el ITB de 15-20% sería diagnóstico de EVP.
Es posible que condiciones que endurecen las paredes de los vasos (tales como calcificaciones que ocurren en el escenario de la diabetes de larga evolución) produzcan falsos negativos. Generalmente, pero no siempre, indicados por ITB anormalmente altos (> 1.40). Tales resultados y sospechas ameritan profundizar la investigación diagnóstica y estudios de mayor complejidad.
Si los valores de ITB son anormales el paso siguiente es por lo general una Ecografía Doppler para averiguar la ubicación y extensión de la aterosclerosis. Otros estudios de imágenes pueden ser realizados mediante angiografía, dónde se inserta un catéter en la arteria femoral y selectivamente se lo guía hacia la arteria en cuestión. Mientras se inyecta un contraste radiodenso se toman imágenes de Rayos X. Cualquier estenosis que limite el flujo descubierta en el estudio puede ser tratada por arterectomía, angioplastia o la colocación de un stent. La angiografía con contraste es la técnica de imagen más ampliamente usada y disponible.
La tomografía computada (TC) multislice proporciona imágenes del sistema arterial como una alternativa a la angiografía. La TC proporciona una evaluación completa de la aorta y arterias de las extremidades inferiores sin la necesidad de la inyección de contraste de la angiografía.[cita requerida]
La resonancia magnética (RM) es un procedimiento diagnóstico no invasivo que puede producir imágenes de los vasos sanguíneos. Sus ventajas incluyen su seguridad y la habilidad de proveer de reconstrucciones tridimensionales (3D) completas y de alta resolución del abdomen, pelvis y miembros inferiores en una sola toma de imágenes.

## Tratamiento
Dependiendo de la severidad de la enfermedad, los siguientes pasos pueden ser tomados:
- Cesación tabáquica (el cigarrillo promueve la EVP y es un factor de riesgo para enfermedad cardiovascular)
- Manejo de la diabetes.
- Manejo de la hipertensión.
- Manejo del colesterol y medicación con antiplaquetarios. Medicación con aspirina, clopidogrel y estatinas, que reducen la formación de coágulos y niveles de colesterol, respectivamente, pueden ayudar con la progresión de la enfermedad y atender otros factores de riesgo cardiovascular que los pacientes pueden tener.
- Ejercicio regular, ayuda a abrir vasos alternativos (flujo colateral)Regular exercise for those with claudication helps open up alternative small vessels (collateral flow) and the limitation in walking often improves.  Treadmill exercise (35 to 50 minutes, 3 to 4 times per week[1]) has been reviewed as another treatment with a number of positive outcomes including reduction in cardiovascular events and improved quality of life.
- Tratamiento con Cilostazol[27] o pentoxifilina[28] para aliviar los síntomas de claudicación.[1]

El tratamiento con otras drogas o vitaminas no está soportado por evidencia clínica, "pero ensayos evaluando el efecto de folato y vitamina B-12 en hiperhomocisteinemia, un supuesto factor de riesgo vascular, están cerca de ser completados".
Luego de un ensayo con el mejor tratamiento médico delineado arriba, si los síntomas continúan siendo intolerables, los pacientes pueden ser referidos al cirujano vascular, "No hay evidencia convincente que soporte el uso de angioplastia percutánea con balón o stent en pacientes con claudicación intermitente".
- Angioplastia (angioplastia transluminal percutánea) puede ser realizada en lesiones únicas en arterias grandes, tales como la arteria femoral, pero sus beneficios pueden no ser sostenidos.[29][30] Las tasas de apertura después de la angioplastia son más altas para las arteria ilíaca, y disminuye en arterias distales. Otro criterio que afecta el resultado luego de la revascularización es la longitud de la lesión y su número.[31][32]
- Escisión de placa, en la que la placa es separada del interior de la pared del vaso.
- Ocasionalmente, puede necesitarse baipás para saltear el área estenosada. Generalmente se usa la vena safena, aunque el material artificial (Gore-Tex) es a veces usado para trayectos largos cuando las venas son de menor calidad.
- Raramente se usa la simpatectomia – removiendo los nervios que hacen las arterias contraerse, efectivamente llevando a la vasodilatación.
- Cuando la gangrena se ha establecido en los dedos de los pies, la amputación es frecuentemente el último recurso para impedir que los tejidos necróticos infectados causen septicemia.
- La Trombosis arterial o embolia tiene un pronóstico sombrío, pero ocasionalmente es tratada tiene éxito el tratamiento con trombólisis.

### Guías de práctica
Varios estándares de prácticas han sido desarrollados, incluyendo:
- TASC II Guidelines[5]

- ACC-AHA 2005 Guidelines[10]
- ACC-AHA 2011 focused update of the guideline[22]

## Pronóstico
Las personas con EVP tienen un riesgo "excepcionalmente elevado de eventos cardiovasculares y la mayoría de ellos eventualmente morirá por causas cardíacas o cerebrovasculares"; el pronóstico se correlaciona con la severidad de la EVP según se estima con el índice tobillo-brazo. La enfermedad de grandes vasos sanguíneos aumenta la significativamente la mortalidad por causa cardiovascular. La EVP acarrea un "riesgo mayor de 20% de un evento coronario en 10 años".
Existe bajo riesgo de que un individuo con claudicación desarrolle isquemia severa y requiera amputación, pero el riesgo de muerte por eventos coronarios es tres a cuatro veces mayor que en los individuos sin claudicación. De los pacientes con claudicación intermitente, "solo el 7% serán sometidos a cirugía de bypass de miembro inferior, 4% amputaciones mayores y 16% empeoramiento de la claudicación"Of patients with intermittent claudication, only "7% will undergo lower extremity bypass surgery, 4% major amputations, and 16% worsening claudication", pero el accidente cerebrovascular e infarto de miocardio aumentan y "la mortalidad a 5 años se estima en un 30% (versus 10% en controles)".